# Shirley Scott
Shirley Scott (ur. 14 marca 1934 w Filadelfii, zm. 10 marca 2002 tamże) – amerykańska organistka i pianistka jazzowa. Przez kilka dekad koncertowała i nagrywała głównie z mężem Stanleyem Turrentinem oraz okazjonalnie z takimi muzykami jak Eddie „Lockjaw” Davis, Al Grey, Jimmy Forrest i Dexter Gordon. Była nazywana „Królową organów”.

## Życiorys
Grę na organach Hammonda rozpoczęła na początku lat 50 pod wpływem wirtuoza i popularyzatora tego instrumentu, Jimmy'ego Smitha. Początkowo, w drugiej połowie lat 60 grała u boku saksofonisty Eddiego „Lockjaw” Davisa. W 1962 wyszła za mąż za innego saksofonistę jazzowego, Stanleya Turrentine’a. Razem tworzyli przez następne kilkanaście lat trzon zespołu, z którym nagrała najważniejsze i najbardziej cenione płyty takie jak Soul Shoutin’ (Prestige Records, 1963) czy Soul Is Willing (Prestige, 1963). W połowie lat 70 przestali nagrywać. Wraz z pojawieniem się jazz fusion znaczenie i popularność muzyki jazzowej wykonywanej na organach Hammonda spadła. Artystka ponownie wróciła do koncertowania i nagrywania w następnej dekadzie, kiedy rozpoczęła współpracę z takimi instrumentalistami jak Al Grey, Jimmy Forrest i Dexter Gordon. Na swoich ostatnich dwóch płytach Skylark (Candid Records, 1995) i Walkin' Thing (Candid, 1996) grała na fortepianie.
W latach 80 uczyła historii jazzu w Cheyney University Of Pennsylvania.
Zmarła w wyniku niewydolności serca w szpitalu prezbiteriańskim w Filadelfii. Miała 67 lat.